# Serixia affinis
Serixia affinis là một loài bọ cánh cứng trong họ Cerambycidae.